# Ferrovia del Sabor
La ferrovia del Sabor era una linea ferroviaria portoghese a scartamento metrico che collegava la stazione di Pocinho, sulla ferrovia del Duero a quella di Duas Igrejas - Miranda, nel nordest del Paese. La ferrovia seguiva il corso del fiume Sabor da cui prendeva nome. Fu dismessa nel 1988.

## Storia

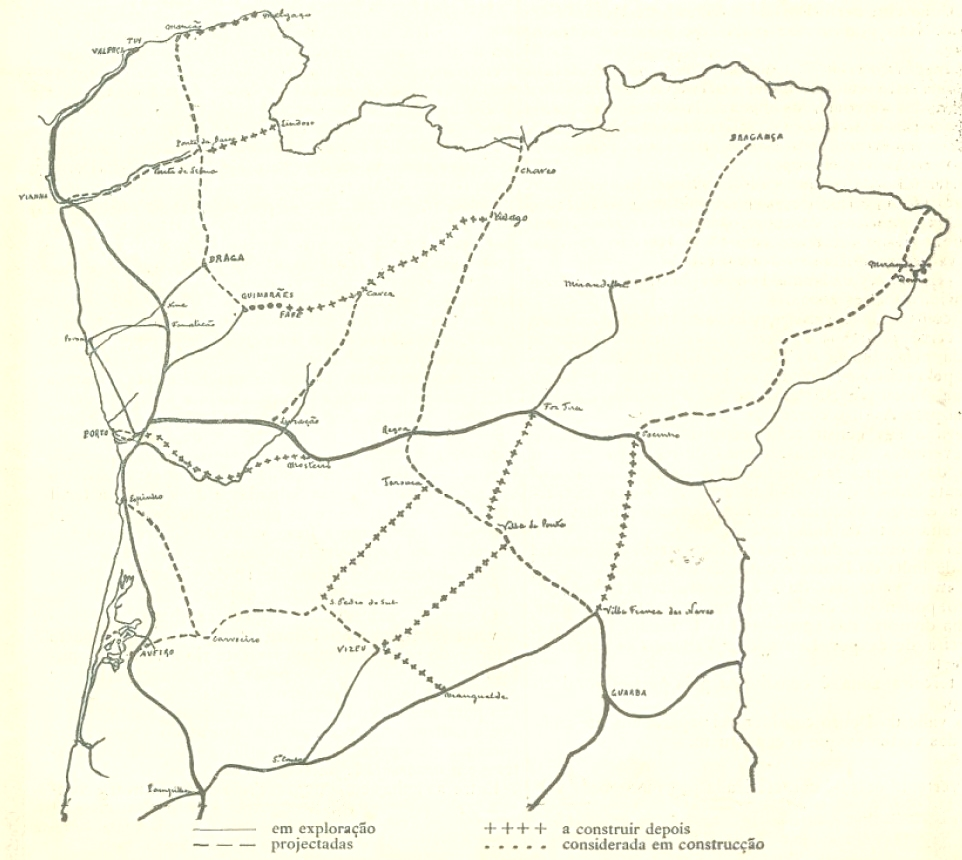
Piano delle rete complementare a Nord del Mondego

### Prodromi
Dal 1877 si iniziò a pensare ad una ferrovia per i collegamenti con l'altopiano di Miranda, zona di notevole produzione agricola e con risorse naturali ed estrattive, come le miniere di ferro a Torre de Moncorvo, e di marmo e alabastro a Santo Adrião. Una ferrovia sarebbe servita anche al collegamento internazionale con la provincia di Zamora, in Spagna.
Alla fine del 1878, il Sousa, ingegnere e politico presentò una relazione in cui venivano previste varie relazioni ferroviarie tra cui la Braganza-Beja, passando per la foce del Sabor.

### Progetti
La nomina di Emídio Navarro alla testa del ministero delle "Obras Públicas" coincise con l'avvio degli studi sulla rete ferroviaria complementare, tra cui erano le linee del Douro e del Minho. Il collegamento Pocinho-Miranda fu studiato dall'ingegnere Augusto Luciano Simões de Carvalho. Quest'ultima relazione tuttavia venne esclusa dai provvedimenti del 1887 e rimandata ad altra occasione.
Seguirono numerosi studi tra cui uno, dell'ingegnere Costa Serrão, di una linea Pocinho-Carviçais a scartamento largo per evitare trasbordi a Pocinho e in vista di una estensione internazionale per Zamora, in Spagna; la crisi economica del 1890 rinviò ancora tutti i progetti.
Il 6 ottobre 1898 fu emanato un decreto inerente allo studio dei progetti ferroviari a nord del fiume Mondego e a sud del Tago, finalizzato ad integrare organicamente tali progetti; vi trovò luogo anche il progetto della Linha do Pocinho a Miranda a scartamento largo ma sorsero discordanze sullo scartamento sia a causa del percorso difficile che avrebbe richiesto molte e costose opere d'arte che per l'opposizione dei comandi militari, favorevoli allo scartamento ridotto, data la prossimità alla frontiera. Il Consiglio superiore delle opere pubbliche propose allora di realizzare la linea a scartamento ridotto con una diramata a scartamento largo tra Pocinho e le miniere di Reboredo; ciò avrebbe ridotto le spese di costruzione. Fu così compresa nel Plano da Rêde Complementar das Linhas do Minho e Douro, del 13 febbraio 1900 che comprendeva altre ferrovie a scartamento metrico.
Nel dicembre 1901 il Ministero incaricò le Caminhos de Ferro do Estado di bandire un concorso per la costruzione del ponte di Pocinho ma senza esito; il 1º dicembre 1902 fu indetto un nuovo concorso per la sua costruzione, a doppio scartamento. Ottenne la concessione la Empreza Industrial Portugueza.
Agli inizi del 1903, uscì la disposizione del ministro, Conte de Paçô Vieira, di finanziare a carico del "Fundo Especial de Caminhos de Ferro" istituito dallo Stato le previste ferrovie e fece sorgere la possibilità di finanziare, anche solo in parte la ferrovia. 
Molte furono le richieste e tra queste quelle della popolazione di Miranda do Douro in favore della Linha do Sabor; il 9 marzo 1903 vennero disposti gli studi esecutivi e le condizioni di gestione con una garanzia di legge del 5,5%.
Anche questa iniziativa fallì, per cui il 1º luglio 1903 lo Stato assunse l'incarico diretto di costruzione della Linha do Pocinho a Miranda mediante il "Fundo Especial".
Nello stesso mese iniziarono gli studi della prima sezione di ferrovia Pocinho-Carviçais mentre per il ponte di Pocinho si riprese quello già elaborato in precedenza; venne anche limitato il tratto a doppio scartamento ad un punto sul versante settentrionale del fiume Duero, nel quale sarebbero state fatte le operazioni di trasbordo merci, fermo restando lo scartamento metrico per tutto il resto della ferrovia.
L'11 novembre uscì una disposizione affinché si costruisse tutto a scartamento metrico ma che il ponte di Pocinho fosse costruito atto a ricevere lo scartamento iberico; il trasbordo delle merci veniva arretrato nella stazione di Pocinho da attrezzare per tali operazioni. 

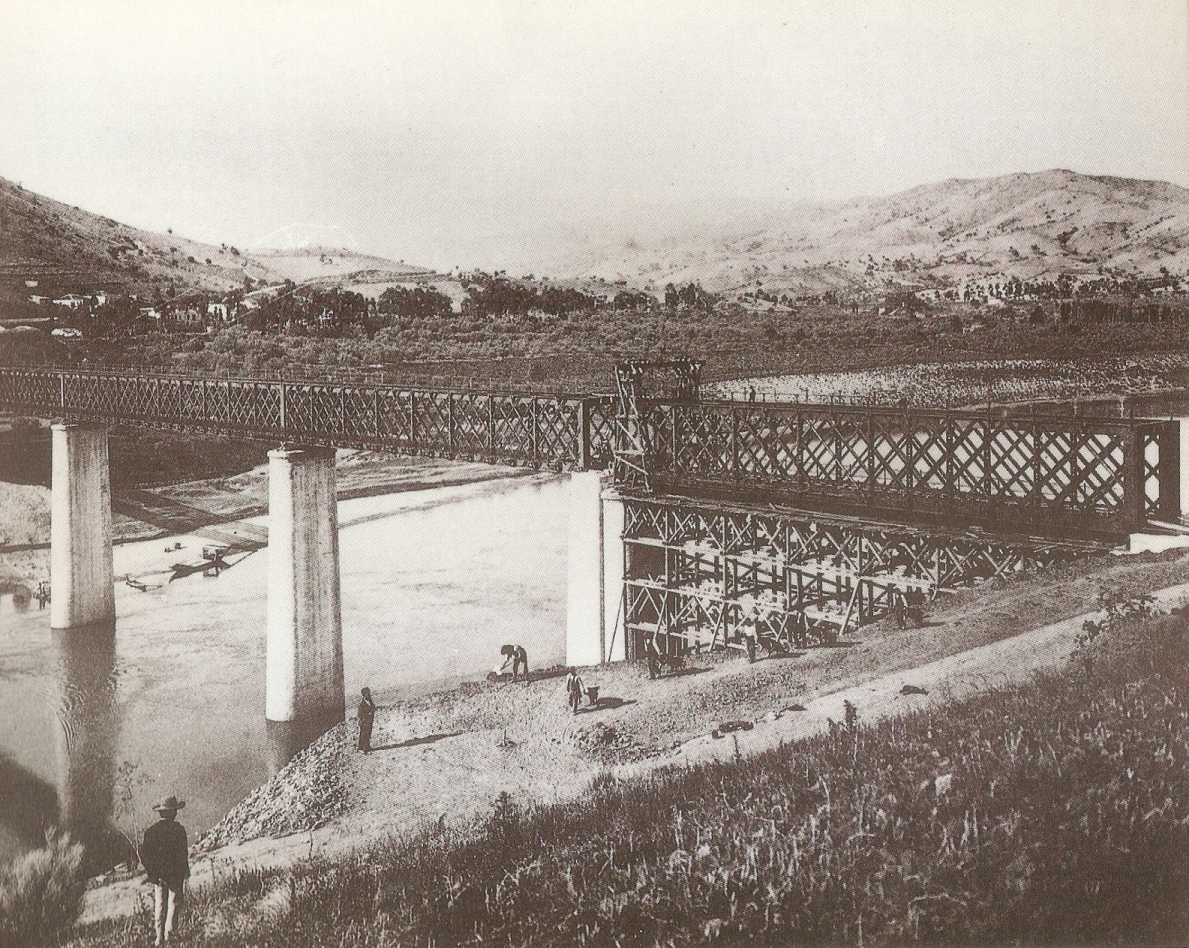
Il Ponte do Pocinho in costruzione

### Costruzione e messa in servizio

#### Tratta Pocinho-Carviçais
Il 15 novembre 1903 furono iniziate ufficialmente le prime opere d'arte della Linha do Sabor iniziando con il viadotto in ferro di Pocinho. Il 14 febbraio 1905 le Caminhos de Ferro do Estado bandirono, con scadenza 21 marzo, il concorso per la costruzione di altri due lotti tra Pocinho e Moncorvo. Nel 1906 erano terminate le opere del ponte di Pocinho; la tratta Pocinho-Carviçais fu messa in servizio il 17 settembre 1911. Il viadotto venne allestito per poter anche sostenere lo scartamento largo.

#### Tratta Carviçais-Lagoaça
La perdurante disorganizzazione delle Caminhos de Ferro do Estado, aggravata dall'instabilità politica che condusse alla rivoluzione del 1921, ridusse l'esercizio della linea in precarie condizioni. I lavori rallentarono oltre Carviçais e Mogadouro e nel 1926 avanzavano con difficoltà verso Bruçó.
Il 27 marzo 1927, perdurando i gravi problemi di esercizio, lo Stato trasferì le linee alla Companhia dos Caminhos de Ferro Portugueses. La tratta fino a Lagoaça fu inaugurata dalla nuova gestione il 6 luglio 1927.
Il 27 gennaio 1928 le ferrovie del Sabor e del Corgo furono trasferite per contratto alla Companhia Nacional de Caminhos de Ferro che gestiva già altre ferrovie a scartamento ridotto. Il contratto, trentennale, entrò in vigore l'11 marzo. Con esso la Companhia riceveva dallo Stato una rendita del 6% del ricavato lordo di esercizio oltre a una variabile in base al netto; di fatto lo Stato copriva il 70% del deficit.

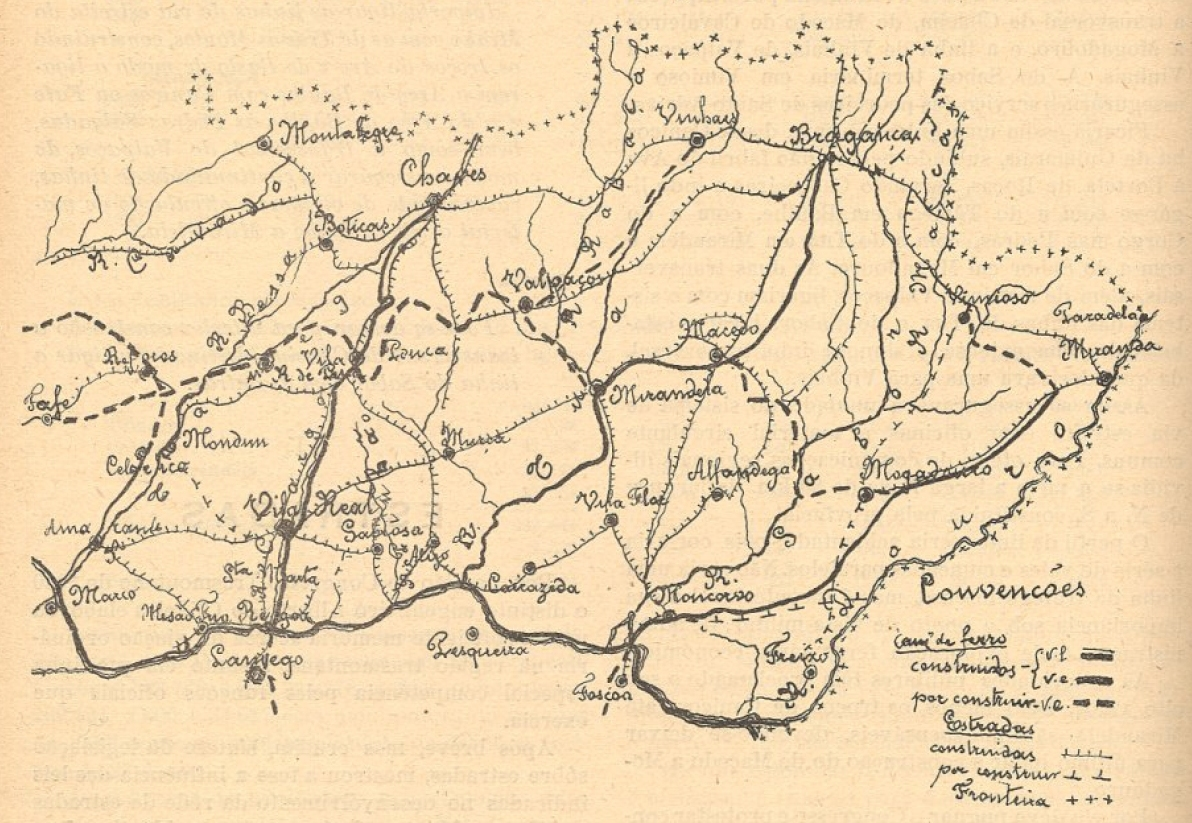
Mappa del Trás-os-Montes del 1941; mostra la Duas Igrejas - Miranda completa e il progetto abbandonato fino a Vimioso

#### Tratta Lagoaça-Mogadouro
Il Decreto 28 marzo 1930, n. 18190 incluse la Linha do Sabor fino a Vimioso con la diramata per Pedreiras de Santo Adrião e la  Transversal de Chacim (tra Macedo de Cavaleiros e Mogadouro passante per Chacim) nell'elenco ufficiale. Nel mese di luglio del 1930 la Companhia Nacional assunse anche la gestione del tratto, entrato in servizio, Lagoaça-Mogadouro. Vennero inoltre pianificati i lavori per varie infrastrutture sussidiarie completati nel 1932. Nel periodo erano in corso i lavori tra Mogadouro e Urrós

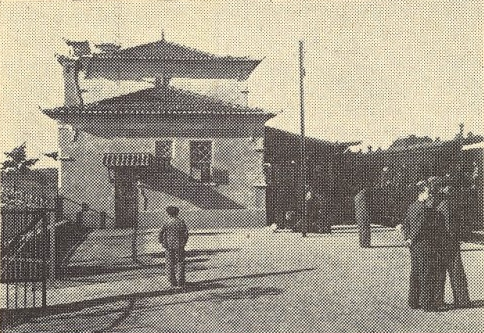
Inaugurazione della stazione di Miranda - Duas Igrejas

#### Tratta Mogadouro-Duas Igrejas Miranda
I problemi della Companhia Nacional nella gestione della linea aumentavano; il coefficiente di esercizio peggiorava sempre più. Per ottenere il ripianamento del deficit del 70% da parte dello Stato (come da contratto) dovette far ricorso al Tribunale Arbitrale che il 5 luglio 1932 diede ragione alla società e condannò lo Stato al ripianamento del deficit 1929 e 1931 relativo alle linee del Sabor e del Corgo. Per tentare di risolvere i problemi di gestione, venne studiato l'uso di automotrici sulle linee del Sabor e del Corgo per ridurre i costi.
Continuavano intanto i lavori su Urrós e veniva bandita la gara per la costruzione della successiva tratta per Duas Igrejas.
La tratta per Duas Igrejas-Miranda venne inaugurata il 22 maggio 1938.

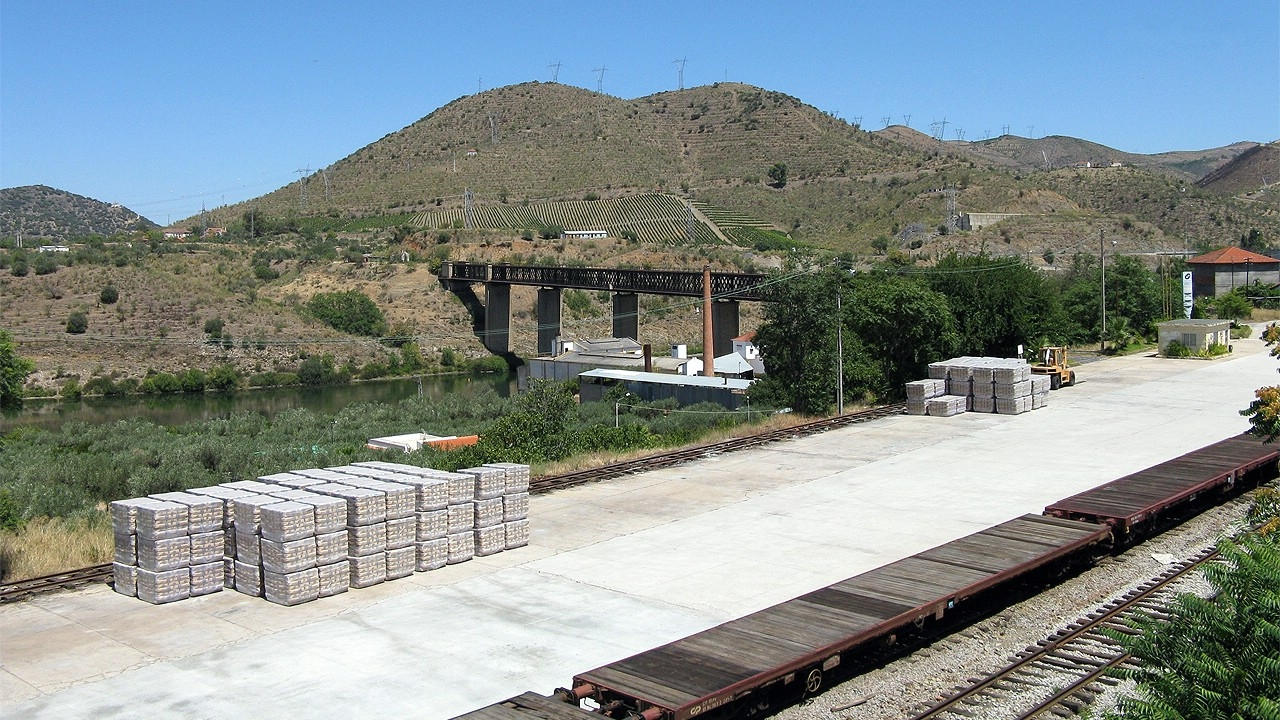
Viadotto di Pocinho della linea a scartamento ridotto dismessa, nel 2009

### Chiusura
Tutti i servizi ferroviari della ferrovia de Sabor vennero sospesi nel 1988.
|  | Unknown route-map component "exKBHFa" |

|  | Unknown route-map component "exBST" |

|  | Unknown route-map component "exABZg+l" | Unknown route-map component "exCONTfq" |

|  | Unknown route-map component "exBHF" |

|  | Unknown route-map component "exBHF" |

|  | Unknown route-map component "exHST" |

|  | Unknown route-map component "exBHF" |

|  | Unknown route-map component "exHST" |

|  | Unknown route-map component "exHST" |

|  | Unknown route-map component "exBHF" |

| Unknown route-map component "exCONTgq" | Unknown route-map component "exABZg+r" |  |

|  | Unknown route-map component "exBHF" |

|  | Unknown route-map component "exHST" |

|  | Unknown route-map component "exBHF" |

|  | Unknown route-map component "exHST" |

|  | Unknown route-map component "exBHF" |

|  | Unknown route-map component "exHST" |

|  | Unknown route-map component "exBHF" |

|  | Unknown route-map component "exHST" |

|  | Unknown route-map component "exBHF" |

|  | Unknown route-map component "exHST" |

|  | Unknown route-map component "exHST" |

|  | Unknown route-map component "exHST" |

|  | Unknown route-map component "exHST" |

|  | Unknown route-map component "exHST" |

|  | Unknown route-map component "exHST" |

|  | Unknown route-map component "exHST" |

|  | Unknown route-map component "exHST" |

|  | Unknown route-map component "exHST" |

|  | Unknown route-map component "exHST" |

|  | Unknown route-map component "exBHF" |

|  | Unknown route-map component "exBST" |

|  | Unknown route-map component "exhKRZWae" |

| Unknown route-map component "dCONTgq" | Unknown route-map component "STR+r" + Unknown route-map component "exBS2c1" | Unknown route-map component "exBS2+r" | Unknown route-map component "d" |

| Unknown route-map component "KXBHFxe-L" | Unknown route-map component "exXBHF-R" |

| Unknown route-map component "exdCONTgq" | Unknown route-map component "exKRZ" | Unknown route-map component "exSTRr" | Unknown route-map component "d" |

| Unknown route-map component "exSTRl" | Unknown route-map component "exCONTfq" |

### Trasformazione in pista ciclabile
Alla fine del 2011 si diffusero notizie circa un interesse della società anglo-australiana Rio Tinto alla riapertura delle miniere di Moncorvo; per il trasporto del minerale sembrava fosse in studio la riapertura della Linha do Sabor fino a Pocinho adeguandola opportunamente e collegandola a Vila Franca das Naves, sulla ferrovia della Beira Alta, per il trasporto verso la Spagna. La notizia tuttavia si rivelò falsa.
Agli inizi del 2012, Rede Ferroviária Nacional annunciò il proposito di trasformare in ciclovia l'antica Linha do Sabor in quanto parte del Parque Natural do Douro Internacional.

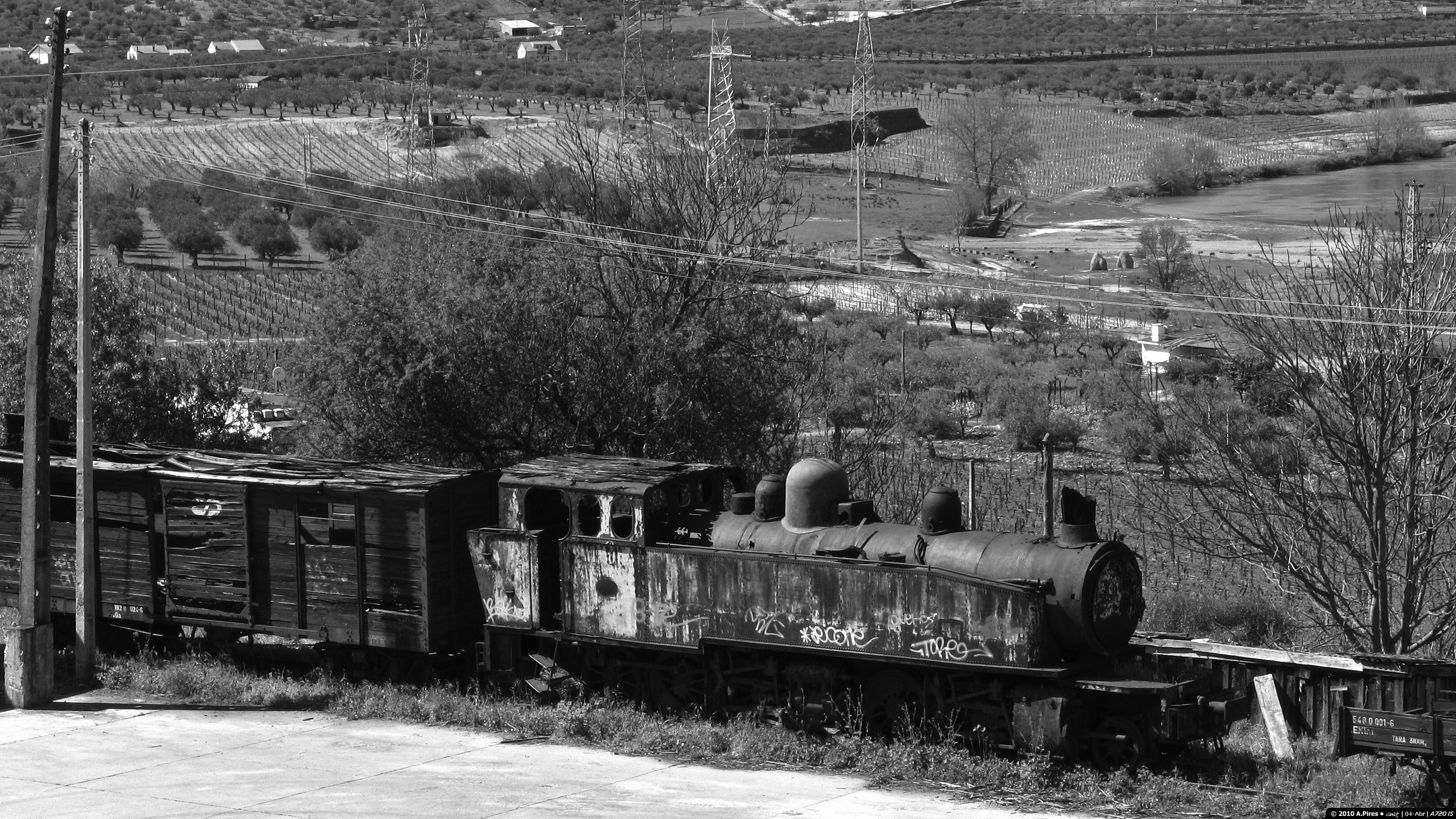
Relitti del materiale rotabile della ferrovia del Sabor nella stazione di Pocinho, nel 2010